# Maria Carolina da Áustria
Maria Carolina Luísa Josefa Joana Antônia (em alemão:  Maria Karolina Luise Josepha Johanna Antonia; em italiano:  Maria Carolina Ludovica Giuseppina Joana Antonia; Viena, 13 de agosto de 1752 — Viena, 8 de setembro de 1814) foi a esposa do rei Fernando IV & III e Rainha Consorte da Sicília de 1759 até a morte em 1814 e Rainha Consorte de Nápoles em dois períodos diferentes, de 1759 até a deposição do marido em janeiro de 1799 pela República Partenopeia e de junho de 1799 até o marido ser deposto novamente em 1806 por Napoleão Bonaparte. Maria Carolina faleceu no exílio em 1814 antes da unificação de Nápoles e da Sicília no Reino das Duas Sicílias, ao passo que ela nunca foi deteve o título de rainha consorte das Duas Sicílias.
Nascida uma uma arquiduquesa da Áustria, foi a décima terceira filha de Francisco I do Sacro Império Romano-Germânico e da imperatriz Maria Teresa da Áustria, casou-se em abril de 1768, aos dezesseis anos de idade com o rei Fernando IV de Nápoles e III da Sicília, como parte de uma aliança com a Espanha onde o pai de Fernando, Carlos III de Espanha era rei. Como governante de facto dos reinos do seu marido, Maria Carolina supervisionou a promulgação de várias reformas, incluindo a revogação da supressão da Maçonaria, o aumento da marinha com a ajuda do seu protegido, John Acton, 6º Baronete, e o fim da influência espanhola. Era uma prepotente do absolutismo até ao advento da Revolução Francesa quando, para prevenir a promoção dos ideais liberalistas, tornou Nápoles um Estado policial. Após o nascimento de um herdeiro masculino em 1775, Maria Carolina foi aceite do conselho de Estado. A partir daí, dominou-o até 1812 quando foi enviada de volta a Viena. Tal como a sua mãe, Maria Carolina esforçou-se por organizar casamentos vantajosos para os seus filhos.
Como governante, Maria Carolina fez de Nápoles um centro das artes, financiando pintores como Jacob Philipp Hackert e Angelika Kauffmann e académicos como Gaetano Filangieri, Domenico Cirillo e Giuseppe Maria Galanti. Horrorizada pelo tratamento dado à sua irmã Maria Antonieta pelos franceses, Maria Carolina aliou-se com a Grã-Bretanha e com a Áustria durante as invasões napoleónicas. Como resultado de uma tentativa falhada de Nápoles para conquistar Roma ocupada pelos franceses, ela teve de fugir para a Sicília com o marido em dezembro de 1798. Um mês depois a República Napolitana foi declarada, repudiando o governo dos Bourbon em Nápoles por seis meses. Expulsa do trono uma segunda vez pelas tropas francesas em 1806, Maria Carolina morreu em Viena em 1814, um ano antes da restauração do seu marido em Nápoles.

## Biografia

### A infância

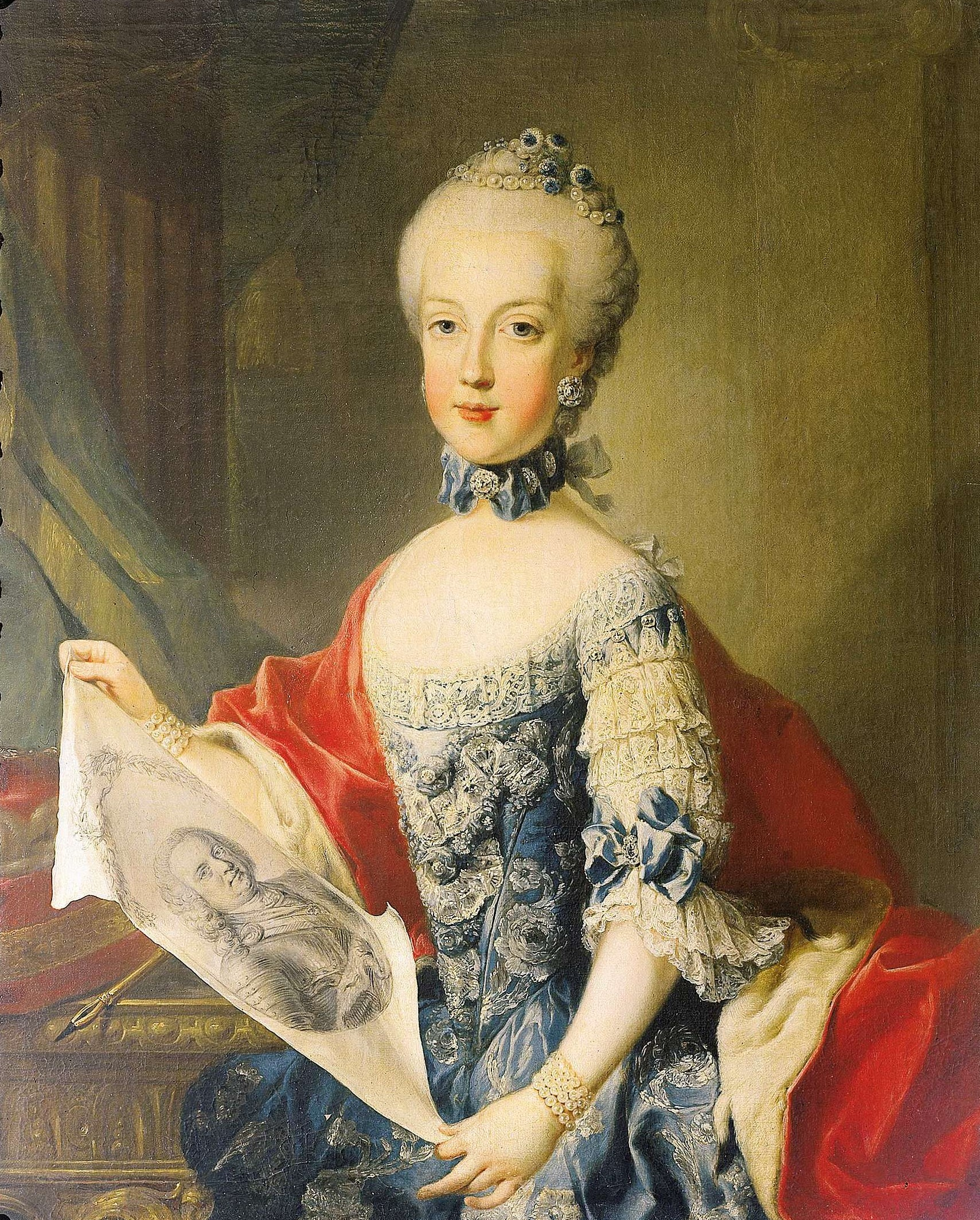
Maria Carolina, segurando um retrato de seu pai
Óleo de Martin van Meytens, 1767, Palácio de Schönbrunn

Nascida no dia 13 de agosto de 1752 no Palácio de Schönbrunn, em Viena, Maria Carolina foi a décima terceira, mas décima criança que chegou à idade adulta a nascer do imperador Francisco I do Sacro Império Romano-Germânico, e da imperatriz Maria Teresa da Áustria. Os seus padrinhos foram o rei Luís XV de França e a sua esposa, a princesa polaca Maria Leszczyńska. Maria Carolina era a filha que se parecia mais com a sua mãe e era muito chegada à sua irmã mais nova, a futura rainha da França, Maria Antonieta. Uma prova da relação próxima que existia entre as duas é o facto de que, quando uma adoecia, a outra adoecia também.
Em 18 de agosto de 1765, em Innsbruck, durante as celebrações do casamento do arquiduque Leopoldo, o imperador sofreu um derrame e morreu. Este acontecimento abalou profundamente todos os filhos de Francisco I e levou Maria Teresa a submeter-se a um pesado luto pelo resto de sua vida. A imperatriz nomeou seu filho mais velho, o futuro imperador José II como seu corregente e assumiu uma postura de extrema rigidez com seus filhos menores, se anteriormente ela os havia neglicenciado pelo excesso de trabalho, passou vigiar-lhes de perto, repreendendo-os constantemente e demonstrando frequente insatisfação com seu comportamento.
Em agosto de 1767, Maria Teresa separou as duas irmãs, até então educadas juntas pela condessa Marie von Brandis, devido ao seu mau-comportamento. Pouco depois, em outubro do mesmo ano, a irmã de Maria Carolina, Maria Josefa, destinada a casar-se com o rei Fernando IV de Nápoles e III da Sicília como parte de uma aliança com a Espanha, morreu de varíola. Ansioso por salvar a aliança austríaco-espanhola, Carlos III de Espanha, pai do rei Fernando, pediu que uma das irmãs de Maria Josefa a fosse substituir. Maria Teresa apresentou Maria Amália e Maria Carolina à corte espanhola para que eles pudessem escolher. Uma vez que Maria Amália era cinco anos mais velha do que o seu filho, Carlos III optou por Carolina que reagiu muito mal ao seu noivado, chorando desesperadamente e dizendo que os casamentos napolitanos traziam azar. Contudo os seus protestos não atrasaram os preparativos para o seu novo papel como rainha de Nápoles pela condessa de Lerchenfeld. Nove meses depois, no dia 7 de abril de 1768, Maria Carolina casou-se com Fernando IV por procuração, tendo o seu irmão Fernando a representar o noivo.

### Casamento político

A arquiduquesa aos 15 anos de idade
Último retrato oficial enviado de Maria Carolina como arquiduquesa austríaca.
Pastel de Johann Georg Weikert, 1768

A rainha de dezesseis anos viajou calmamente de Viena até Nápoles, fazendo paragens em Mântua, Bolonha, Florença e Roma pelo caminho. Entrou no Reino de Nápoles no dia 12 de maio de 1768, desembarcando em Terracina onde se despediu dos criados austríacos. A partir de então, Carolina viajou com a sua corte restante que incluía o seu irmão, o então grão-duque da Toscana, futuro imperador Leopoldo II, e a sua esposa, a infanta Maria Luísa da Espanha. Quando viu o marido pela primeira vez em Poztella, achou-o muito feio. Escreveu à Condessa de Lerchenfeld que, Não o amo, excepto pelo dever... Também Fernando não ficou impressionado com ela declarando, depois da sua primeira noite juntos, Ela dorme como se tivesse sido morta e sua como um porco. Contudo o facto de Maria Carolina não gostar do seu marido não a impediu de ter filhos, uma vez que perpetuar a dinastia era o dever mais importante de uma esposa. Ao todo, Maria Carolina deu sete filhos sobreviventes a Fernando, incluindo o seu sucessor, Francisco I, e Maria Teresa, última Imperatriz Romano-Germânica, a grã-duquesa da Toscana, Luísa, Maria Amélia, última rainha francesa, e a princesa das Astúrias Maria Antônia.

### Queda de Tanucci

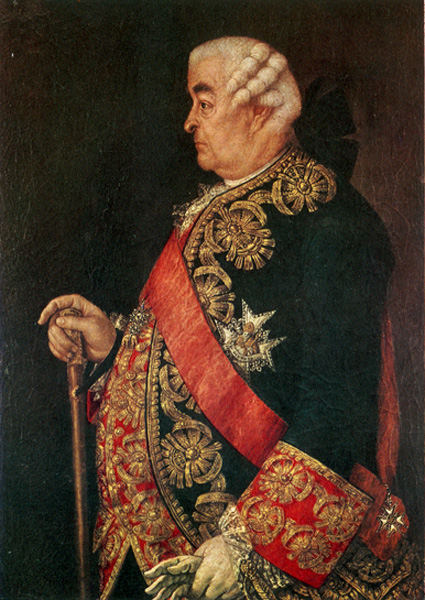
Bernardo Tanucci

A Fernando, que tinha recebido uma educação fraca do príncipe de San Nicandro, faltava a capacidade de governar, precisando em tudo dos conselhos do seu pai, o rei Carlos III de Espanha que lhe chegavam através de Bernardo Tanucci. Seguindo as instruções da sua mãe, Maria Carolina ganhou a confiança de Fernando quando começou a aprender a actividade preferida dele, a caça. Assim, conseguiu ganhar acesso à administração do Estado, uma ambição que foi completamente cumprida com o nascimento de um herdeiro em 1775, um feito que a levou ao conselho de Estado. Até lá, Maria Carolina foi responsável pelo rejuvenescimento da corte napolitana, grandemente esquecida desde o advento da regência do seu marido. Os académicos Gaetano Filangieri, Domenico Cirillo e Giuseppe Maria Galanti, entre outros, frequentavam o seu salão.
A queda de Tanucci chegou depois de uma discussão dele com Maria Carolina por causa da Maçonaria, à qual ela se tinha juntado. Seguindo ordens de Carlos III, Tanucci tinha trazido de volta uma lei de 1751 que bania a Maçonaria em resposta à descoberta de um refúgio maçônico entre o regimento real. Enfurecida, a rainha expressou a sua opinião a Carlos III, através de uma carta escrita pelo seu marido, fazendo parecer que a ideia tinha sido dele, de que Tanucci estava a arruinar o país. Resignado aos desejos da sua esposa, Fernando dispensou Tanicci em outubro de 1776, causando um afastamento do seu pai. A nomeação do marquês de Sambuca, um fantoche nas mãos de Maria Carolina, como substituto, representou o final da influência espanhola em Nápoles, até então a sua colónia em tudo menos nome. Maria Carolina continuou com os seus planos, fazendo várias mudanças nas camadas da nobreza no sentido de substituir a influência espanhola pela austríaca. A antipatia que tinha entre a nobreza apenas cresceu quando ela tentou retirar-lhes os seus direitos.

### O governo de John Acton

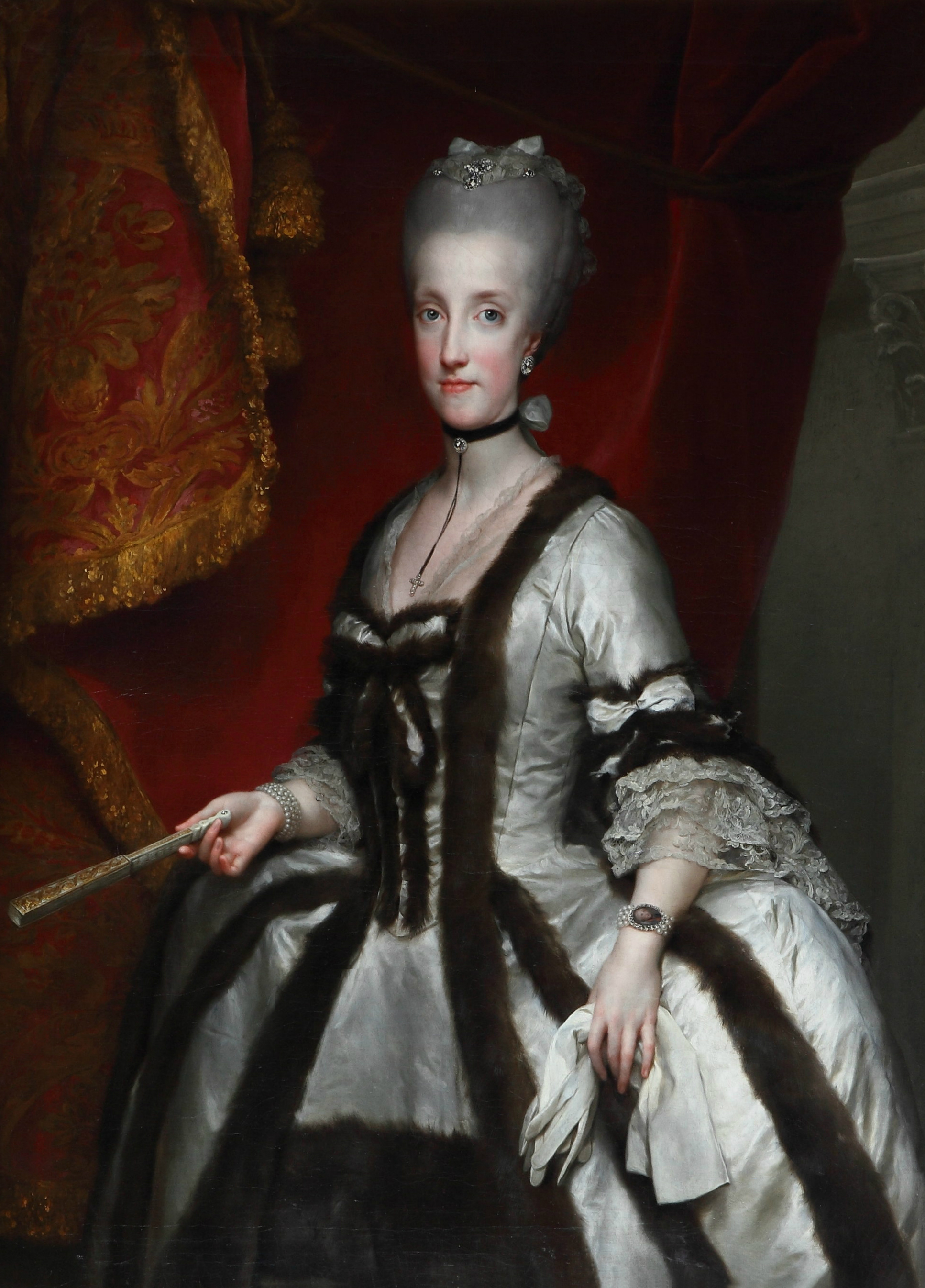
Maria Carolina
Retrato de Anton Raphael Mengs, 1773, Palácio Real de Madrid

Sem Tanucci no governo, a rainha passou a governar o Reino de Nápoles e a Reino da Sicília sozinha, apoiada pelo seu inglês preferido, nascido em França, John Acton, 6º Baronete, a partir de 1778. Seguindo o conselho do seu irmão mais velho, José II, Maria Carolina e Acton restauraram a marinha napolitana que até então tinha sido negligenciada, abrindo quatro novas academias navais e construindo cento e cinquenta navios de vários tamanhos. A marinha mercantil também foi aumentada pelos acordos comerciais com a Rússia e Génova. Carlos III, tendo declarado guerra à Grã-Bretanha devido à sua aliança com a América, ficou enfurecido pela nomeação de Acton para ministro da guerra e da marinha, pois acreditava que o seu candidato espanhol, dom António Otero, merecia mais o posto pelo facto de não ser inglês. Maria Carolina voltou a responder através de uma carta escrita pelo seu marido, explicando a Carlos III que Acton era filho de uma mulher francesa, não era inglês e que foi nomeado antes da guerra com a Grã-Bretanha começar. Os ataques de Carlos contra Acton apenas serviram para o colocar numa posição mais favorável junto da rainha que o nomeou marechal-de-campo. As reformas de Acton não se limitaram à expansão da marinha: ao mesmo tempo ele reduziu os gastos do seu gabinete em 500 000 ducados e convidou sargentos estrangeiros para preencher as vagas no exército. Acton e Maria Carolina tornaram-se tão chegados que, segundo o embaixador da Sardenha em Nápoles, as pessoas começaram a acreditar erradamente que eles eram amantes. O rei, no entanto, não sabia que o rumor era falso e tentou várias vezes "surpreendê-los juntos", ameaçando matá-los aos dois num ataque de fúria. Em resposta, Maria Carolina colocou espiões a seguir o marido, mas pouco depois conseguiu-se uma reconciliação. Como parte desta reaproximação entre os reis, Acton foi viver em Castellmare, mas regressava a Nápoles três vezes por semana para ver a rainha.

### Apoio artístico

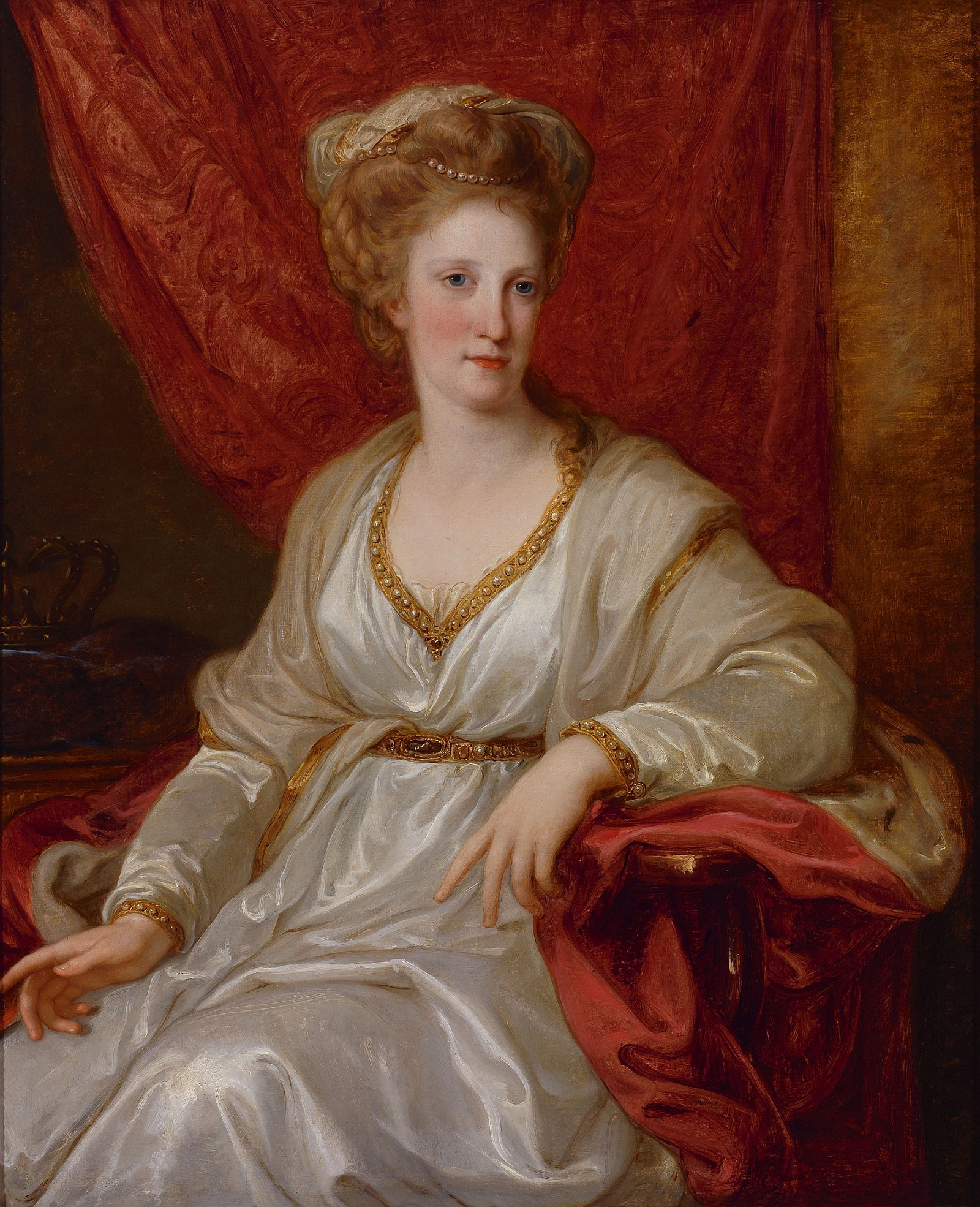
Maria Carolina
Retrato oficial de Angelika Kauffmann, 1783

Maria Carolina apoiou artistas germano-suíços, mais notavelmente Angelika Kauffmann que pintou o famoso quadro da rainha com a sua família em pose relaxada no jardim em 1783, e deu lições de desenho às suas filhas. Maria Carolina enchia Kauffman de presentes, mas ela preferia os círculos artísticos de Roma aos de Nápoles. O apoio da rainha não se restringia a retratistas, também recebeu o pintor paisagístico Jacob Philipp Hackert numa ala do seu palácio em Francavilla. Tal como Kauffman, ele deu lições de pintura aos filhos da rainha e tinha a sua confiança. Seguindo uma recomendação de Hackert, o rei e a rainha restauraram as estátuas do Palácio Farnese e levaram-nas para Nápoles. Em 1784, a rainha estabeleceu a colónia de São Lúcio, uma aldeia com as suas próprias leis e costumes cujo único objectivo era produzir seda.

### A morte de Carlos III
Em 1788, com a morte de Carlos III, as relações entre Nápoles e a Espanha melhoraram. O novo rei, Carlos IV, estava desejoso por se dar bem com o seu irmão, enviando uma armada espanhola para o saudar. Para consolidar a sua relação, Carlos IV sugeriu que a sua filha se casasse com o filho mais velho do rei e da rainha, o duque da Calábria Francisco I das Duas Sicílias. Embora o rei tenha apoiado este casamento, Maria Carolina evitou-o. Tal como a sua mãe, ela tinha escolhido cuidadosamente os possíveis partidos para os seus filhos, uniões que serviriam para cimentar alianças políticas que ela tinha escolhido. A morte da duquesa Isabel de Württemberg, esposa do então príncipe-herdeiro da Áustria Francisco II, sobrinho da rainha, abriu as portas para que ela cumprisse as suas ambições matrimoniais. As suas filhas Maria Teresa e Luísa casaram, respectivamente, com o príncipe-herdeiro Francisco e com Fernando III, grão-duque da Toscana, durante a visita da família real napolitana a Viena em 1790.

### O fim do absolutismo iluminista
Maria Carolina desejava melhorar as relações de Nápoles com o papa que se tinham deteriorado devido à discussão com o papa Pio IV relativamente às leis eclesiásticas e à investidura e escolha dos bispos. Consequentemente, Nápoles tinha deixado de pagar o seu tributo anual de 7 000 ducados. Nesse sentido, Maria Carolina conseguiu uma reunião com o papa. Para enfatizar o seu desejo de o ver, o rei e a rainha chegaram a Roma mais cedo do que o esperado e cumprimentaram o papa Pio IV numa audiência privada. O papa concordou em ceder ao rei o direito de escolher bispos para lugares vazios. Assim, como o rei e a rainha não tinham feito nenhum concessão em troca, o prestígio de Nápoles aumentou. Quando se foi embora, Maria Carolina recebeu a Rosa de Ouro, uma grande demonstração do favoritismo papal.
O regresso de Viena foi marcado com uma nova época política em Nápoles. Alarmada pelos acontecimentos em França, principalmente no que dizia respeito à sua irmã favorita, Maria Antonieta, Maria Carolina terminou com as suas experiências de absolutismo iluminista e tomou um caminho mais reaccionário. Rejeitou a Revolução Francesa e estava determinada a impedir que a sua ideologia ganhasse influência em Nápoles. Fê-lo subdividindo Nápoles em doze províncias policiais controladas por comissários escolhidos pelo governo, substituindo o tradicional sistema de escolha popular. O sucesso desta medida foi ainda maior devido à criação de uma força policial secreta que tinha os seus espiões pagos em todas as classes sociais da sociedade.
Numa tentativa de agradar a Grã-Bretanha, tendo uma aliança em mente, a rainha fez preparações para se encontrar com a esposa do embaixador inglês, Emma Hamilton, apesar do facto de rainha consorte britânica Carlota de Mecklemburgo-Strelitz, ainda não a ter recebido. Contudo as duas não demoraram a ficar amigas com Emma a cantar em dueto com o rei e a jantar a nível particular com a família real. A rainha, que Emma achava muito boa companhia, inteiramente bondoza e muito certa sentia-se tentada a aproximar-se dela para extrair segredos diplomáticos britânicos.

### A primeira coligação

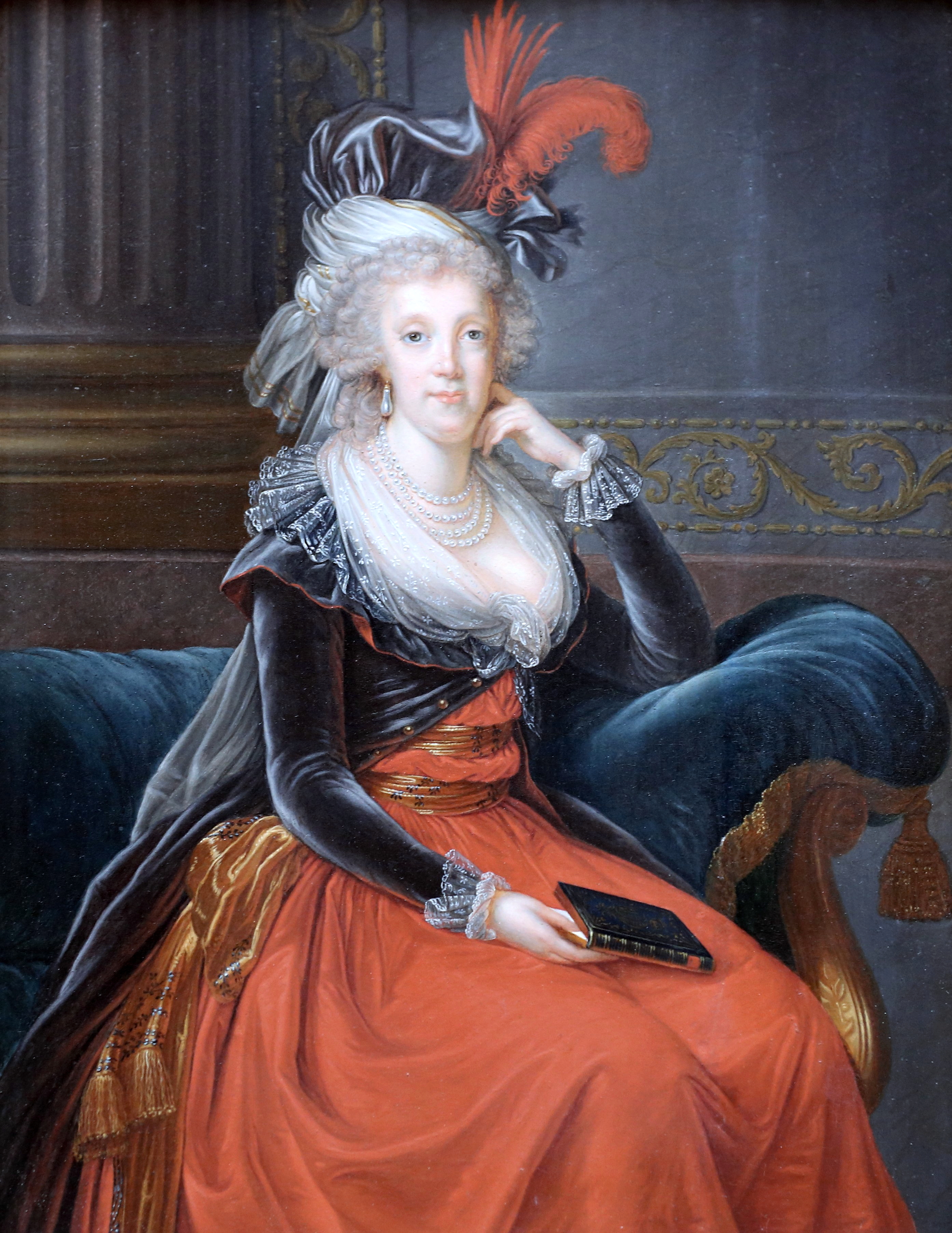
Rainha Maria Carolina de Nápoles e Sicília
A semelhança com sua irmã Maria Antonietaera notável. Retrato de Élisabeth Vigée-Le Brun, 1791

O rei Luís XVI de França e a rainha Maria Antonieta foram presos no dia 10 de agosto de 1792. A partir de então, o governo napolitano recusou-se a reconhecer a comitiva do barão Armand de Mackau, um diplomata francês. A rainha Maria Carolina ficou tão horrorizada com o que aconteceu à sua irmã que nesse dia quase cortou as relações com a França completamente. A hesitação do rei e da rainha em aceitar Mackau como o novo representante da República Francesa causou tensão com aquele país. John Acton, agora primeiro-ministro de Nápoles, aliou-se com o desejo fervente de Carolina em declarar guerra à França e tentou atrasar Mackau até contar com o apoio militar britânico. Contudo o seu plano virou-se contra ele quando o governo francês interceptou uma carta onde Acton descrevia detalhadamente como tinha sabotado a missão diplomática de Huguet de Sémonville ao Império Otomano. Quando a França se começou a preparar para a guerra em novembro para se vingar deste insulto, o rei e a rainha acabaram por ceder e reconheceram Mackau e a República Francesa. Contudo, a Assembleia Nacional Francesa já tinha enviado nove navios comandados pelo almirante La Touch que chegaram a Nápoles no dia 17 de dezembro. La Touche estipulou que, se Acton não lhe pedisse desculpas pessoalmente pelo caso de Sémonville, ele atacaria Nápoles uma hora depois. A decisão da rainha em aceitar o pedido de La Touche foi criticada por alguns historiadores napolitanos como o general Colletta que se esqueceu do facto de Nápoles não conseguir defender-se por não ter mobilizado a marinha.
Os esforços de Maria Carolina contra o jacobinismo revelaram-se inúteis quando a armada de La Touche foi forçada a regressar a Nápoles devido a uma tempestade. Os marinheiros franceses, "agentes republicanos", tinham permissão de ir a terra nesta ocasião e cultivaram os seus sentimentos antimonárquicos junto dos napolitanos. Quando La Touche partiu finalmente no dia 29 de janeiro de 1793, Maria Carolina lançou uma campanha ineficaz contra os radicais napolitanos, permitindo que os planeadores mais perigosos escapassem à justiça. A ofensiva falhou pelo facto de o seu chefe de polícia, Luigi de' Medici ser um radical escondido. Simultâneamente, Maria Carolina conseguiu um acordo para uma aliança com a Grã-Bretanha a quem a França tinha recentemente declarado guerra. Com este tratado, Nápoles deveria contribuir com quatro homens-de-guerra, quatro fragatas e quatro navios pequenos juntamente com seis mil soldados para proteger o comércio no mar mediterrânico. Em agosto de 1793, após o Cerco de Toulon, Nápoles juntou-se à Primeira Coligação que juntava a Grã-Bretanha, a Rússia, a Áustria, a Prússia, Espanha, Portugal e a Sardenha dos Saboia contra a França.

### A campanha revolucionária
Ainda horrorizada com a morte da irmã em outubro de 1793, Maria Carolina recusava-se a falar francês, "aquela língua monstruosa", e baniu os trabalhos filosóficos "inflamatórios" de Galanti e Filangeri que até então tinham recebido seu apoio. Em 1794, após a descoberta de uma conspiração jacobina para derrubar o governo, Maria Carolina ordenou que Medici suprimisse a Maçonaria da qual ela tinha sido uma aderente, acreditando que eles estavam a participar em actividades traiçoeiras com os franceses. O exército era mantido constantemente em mobilização em caso de algum ataque ocorrer, o que aumentou a carga de impostos para a população. Temendo pela segurança da sua família, Maria Carolina contratou provadores de comida e mudava a localização dos aposentos da família todos os dias. O que levou Maria Carolina a fazer isto foi o medo geral que se tinha instalado na cidade na qual "ninguém estava a salvo".
O fim das hostilidades franco-espanholas no verão de 1795, deu a Napoleão Bonaparte, um general corso do exército francês, a oportunidade de se concentrar na campanha francesa em Itália. O sucesso que obteve nos seus ataque ao Norte da Itália levaram Maria Carolina a procurar paz, conseguindo um acordo em que Nápoles teria de pagar à França um imposto de guerra de oito milhões de francos. Contudo nenhum dos países esperava manter este tratado por muito tempo. O casamento do seu filho mais velho, o duque da Calábria Francisco, com a arquiduquesa Maria Clementina da Áustria em 1797 fechou uma aliança com a Áustria no dia 20 de maio de 1798 em resposta à ocupação francesa dos estados papais que faziam fronteira com Nápoles. Depois de ajudar na vitória britânica na Batalha do Nilo, a rainha decidiu juntar-se à Segunda Coligação contra a França. A Áustria nomeou o general Karl Mack von Leiberich para o comando. As reuniões do conselho de guerra que comprometiam o rei, a rainha, sir William Hamilton, o embaixador inglês e o almirante Horatio Nelson, da campanha do Nilo, foram realizadas no Palácio de Caserta. Decidiram invadir a República de Roma, um Estado fantoche dos franceses.

### República Napolitana

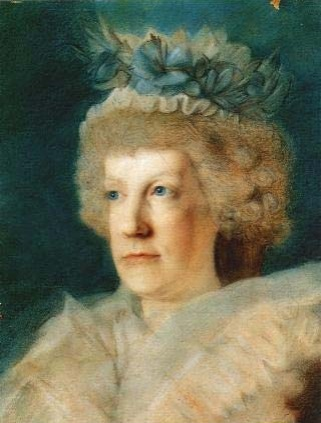
Maria Carolina nos seus últimos anos de vida
Retrato de Costanzo Angelini, 1762

Quando o Reino de Nápoles e a Sicília se juntaram à Segunda Coligação, Napoleão Bonaparte encontrou uma razão para agir. O general francês Jean Étienne Championnet conseguiu rapidamente, e em janeiro de 1799 ele ocupou Nápoles e forçou a família real a fugir para a Sicília. No exílio siciliano Maria Carolina continuou sua política em direção a Nápoles. Em 24 de janeiro de 1799 a República Napolitana foi proclamada em Nápoles pelas tropas francesas conduzidas pelo general  Championnet.
Durante o período republicano, um governo foi instalado com Ercole D'Agnese como presidente eleito, a liberdade de imprensa foi proclamada, e as reformas futuras foram preparadas. No entanto, depois de apenas 6 meses, a jovem república terminou quando o exército liderado pelo cardeal Fabrizio Ruffo, atacou e invadiu Nápoles em 21 de junho de 1799. O colapso da república foi em grande parte devido à frota inglesa, que tinha fornecido o exército real com armas. Mais uma vez, foi o almirante Nelson que derrotou com sucesso os franceses em meados de 1799 de Nápoles e Sicília garantindo o trono para o casal real.
Em junho de 1800, Maria Carolina viajou com suas três filhas solteiras, seu filho mais novo Leopoldo, e acompanhado por William e Emma Hamilton sobre Livorno, Florença, Trieste e Liubliana para Viena, onde chegou dois meses depois. Maria Carolina ficou dois anos em sua terra natal, onde arranjou casamentos vantajosos para seus filhos. No círculo familiar, ela passou mais tempo com seu neto favorito, a arquiduquesa Maria Luísa, que mais tarde se tornou na esposa de seu arqui-inimigo Napoleão Bonaparte.

### Exílio e Morte
Em 1806, Fernando foi deposto do seu trono por Napoleão Bonaparte, levando consigo a sua esposa. Contudo, Maria Carolina manteve o seu estatuto e poder na Sicília até 1812 quando o seu marido essencialmente (mas não oficialmente), nomeando o seu filho Francisco para regente, o que fez com que Carolina perdesse a sua influência. Em 1813, Maria Carolina foi exilada para o seu país natal, a Áustria, onde morreu em 1814. Após a sua morte, o seu marido passou a estar sujeito à vontade austríaca. Quando Napoleão Bonaparte se casou com a arquiduquesa Maria Luísa da Áustria, Maria Carolina teve de aceitar que a sua neta se tinha casado com "o Demônio" e lhe tinha dado um filho.
Maria Carolina foi enterrada na cripta imperial em Viena. Os seus pais também estão lá enterrados.

## Descendência
| Nome                                       | Pintura | Nascimento                                      | Morte                                                  | Observações |
| ------------------------------------------ | ------- | ----------------------------------------------- | ------------------------------------------------------ | --- |
| Maria Teresa de Nápoles e Sicília          |         | Palácio Real de Nápoles, 6 de junho de 1772     | Palácio Imperial de Hofburg, 13 de abril de 1807       | Batizada com o nome de sua avó materna Maria Teresa da Áustria, ela se casou com seu primo Francisco I da Áustria em 1790; teve descendência.                                                                                              |
| Luísa das Duas Sicílias                    |         | Palácio Real de Nápoles, 27 de julho de 1773    | Palácio Imperial de Hofburg, 19 de setembro de 1802    | Casou-se com seu primo Fernando III, Grão-Duque da Toscana em 1790, com descendência; |

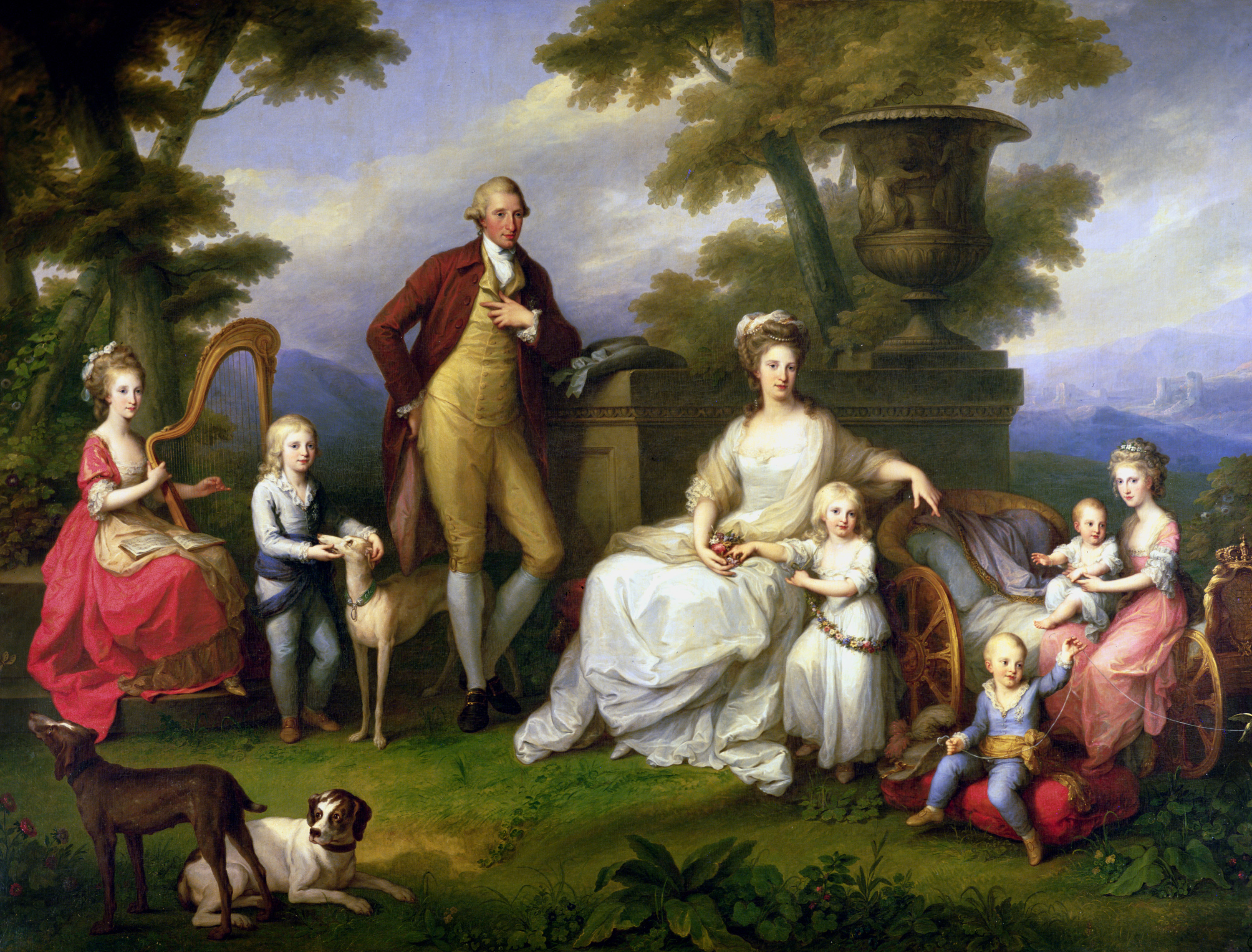
A família real de Nápoles e Sicília, em 1783, Angelica Kauffmann; (L-R) a princesa Maria Teresa, o futuro rei, o príncipe Fernando, o rei D. Fernando; a rainha Maria Carolina, segurando a princesa Maria Teresa Cristina (Maria Cristina Amélia, irmã gêmea); o príncipe Januário (morreu em 1789); a princesa a Maria Amalia nos braços da princesa Luísa; o sétimo filho do casal real foi morto durante a fase de preparação para a pintura. O artista, em seguida, pintou um véu sobre a criança no berço, que tinha sido claramente visível no modelo. Museu de Capodimonte

| Carlos, Duque da Calábria                  |         | Palácio Real de Caserta, 6 de janeiro de 1775   | Palácio Real de Caserta, 17 de dezembro de 1778        | Morreu de varíola. |
| Maria Ana de Nápoles e Sicília             |         | Palácio Real de Nápoles, 23 de novembro de 1775 | Palácio Real de Nápoles, 22 de fevereiro de 1780       | Morreu de varíola. |
| Francisco I das Duas Sicílias              |         | Nápoles, 14 de agosto de 1777                   | Nápoles, 8 de novembro de 1830                         | Foi rei das Duas Sicílias de 1825 a 1830. Casou-se pela primeira vez com sua prima Maria Clementina da Áustria em 1797, com descendência; casou-se pela segunda vez com sua outra prima Maria Isabel da Espanha em 1802, com descendência. |
| Maria Cristina de Nápoles e Sicília        |         | Palácio Real de Caserta, 17 de janeiro de 1779  | Savona, 11 de março de 1849                            | Gêmea de Maria Cristina Amélia. Casou-se com Carlos Félix da Sardenha em 1807, sem descendência; foi ela quem ordenou as escavações de Tusculum.                                                                                           |
| Maria Cristina Amélia de Nápoles e Sicília |         | Palácio Real de Caserta, 17 de janeiro de 1779  | Palácio Real de Caserta, 26 de fevereiro de 1783       | Gêmea de Maria Cristina; morreu de varíola. |
| Januário de Nápoles e Sicília              |         | Palácio Real de Nápoles, 12 de abril de 1780    | Palácio Real de Caserta, 2 de janeiro de 1789          | Morreu de varíola. |
| José de Nápoles e Sicília                  |         | Palácio Real de Nápoles, 18 de junho de 1781    | Palácio Real de Caserta, 19 de fevereiro de 1783       | Morreu de varíola. |
| Maria Amélia de Nápoles e Sicília          |         | Palácio Real de Caserta, 26 de abril de 1782    | Claremont House, 24 de março de 1866                   | Casou-se com Luís Filipe I de França em 1809, com descendência; Rainha Consorte da França de 1830–1848; morreu no exílio na Inglaterra. |
| Maria Cristina                             |         | Palácio Real de Caserta, 19 julho de 1783       | Palácio Real de Caserta, 19 de julho de 1783           | Natimorta. |
| Maria Antônia de Nápoles e Sicília         |         | Palácio Real de Caserta, 14 de dezembro de 1784 | Palácio Real de Aranjuez , 21 de maio de 1806          | Casou-se com Fernando, Príncipe das Astúrias em 1802, sem descendência; morreu de tuberculose. |
| Maria Clotilde de Nápoles e Sicília        |         | Palácio Real Caserta, 18 de fevereiro de 1786   | Palácio Real de Caserta, 10 de setembro de 1792        | Morreu de varíola. |
| Maria Henriqueta de Nápoles e Sicília      |         | Palácio Real de Nápoles, 31 de julho de 1787    | Palácio Real Caserta, 20 de setembro de 1792           | Morreu de varíola. |
| Carlos Januário de Nápoles e Sicília       |         | Nápoles, 26 de agosto de 1788                   | Palácio Real de Caserta, 1 de fevereiro de 1789        | Morreu de varíola. |
| Leopoldo, Príncipe de Salerno              |         | Nápoles, 2 de julho de 1790                     | Nápoles, 10 de março de 1851                           | Casou-se com sua sobrinha Clementina da Áustria em 1816, com descendência. |
| Alberto de Nápoles e Sicília               |         | Palácio Real de Nápoles, 2 de maio de 1792      | Morreu a bordo do HMS Vanguard, 25 de dezembro de 1798 | Morreu de exaustão a bordo do HMS Vanguard. |
| Maria Isabel de Nápoles e Sicília          |         | Nápoles, 2 de dezembro de 1793                  | Nápoles, 23 de abril de 1801                           | Morreu na infância. |